# 평택호 나들목
평택호 나들목(Pyeongtaekho IC), 평택호 휴게소은 경기도 평택시 현덕면 권관리에 설치된 익산평택고속도로의 13번 교차로 (나들목)이다.

## 역사
- 2024년 12월 10일: 개통[1]

## 구조물 정보
- 경기도 평택시 현덕면 권관리

## 접속하는 도로
- 평택호2길